# Căiuți
Căiuţi é uma comuna romena localizada no distrito de Bacău, na região de Moldávia. A comuna possui uma área de 134.82 km² e sua população era de 5437 habitantes segundo o censo de 2007.